# Фахрутдинов, Равиль Габдрахманович
Рави́ль Габдрахма́нович Фахрутди́нов (14 марта 1937; деревня Карелино, Балтасинский район, Татарская АССР, СССР — 10 марта 2014) — советский и российский/татарский историк-археолог, доктор исторических наук. Главный научный сотрудник отдела этнологии Института истории им. Ш. Марджани АН РТ. Популяризатор науки. Специалист в области археологии Волжской Булгарии, Золотой Орды и Казанского ханства, а также средневековой и этнополитической истории татар.
Основатель и главный редактор (1997―2006) научного историко-археологического журнала «Татарская археология». Автор ряда учебников и учебных пособий, научных и научно-популярных работ. Член Союза писателей Татарстана.

## Биография
По окончании балтасинской средней школы поступил на историко-филологический факультет Казанского государственного педагогического института. Был ленинским стипендиатом. После окончания в 1963 году ВУЗа Фахрутдинова пригласили в аспирантуру при Институте языка, литературы и истории Казанского филиала АН СССР (с 1996 г. — Институт истории АН РТ), в котором он в дальнейшем и проработал до конца своей жизни. С 1966 года работал в нём в качестве младшего научного сотрудника.
В 1968 году в МГУ им. М. В. Ломоносова Фахрутдинов защитил диссертацию на соискание учёной степени кандидата исторических наук по теме «Территория Волжско-Камской Булгарии домонгольского и золотоордынского периодов (по археологическим и письменным источникам)». С 1974 года — старший научный сотрудник ИЯЛИ КФ АН СССР. В 1990 году в МГУ им. М. В. Ломоносова защитил докторскую диссертацию по теме «Волжская Булгария. X—XIV вв. (историко-археологическое исследование)». С 1993 года — ведущий, а с 1996 — главный научный сотрудник ИЯЛИ КФ АН СССР.
После продолжительной болезни умер 10 марта 2014 года. Похоронен на Мусульманском кладбище Казани.

## Научная, общественная и организаторская деятельность
С 1959 года принимал участие, а позже руководил отрядом Татарской археологической экспедиции, занимавшейся археологическим обследованием Татарской АССР, а также юго-восточных районов Чувашской АССР, территорий Ульяновской и Самарской областей. Руководимым Фахрутдиновым отрядом было выявлено и исследовано более 1200 археологических памятников. Ещё во время учёбы в аспирантуре им был составлен свод археологических памятников Волжской Булгарии, Булгарского улуса Золотой Орды и Казанского ханства. В то время появились первые его научные доклады и публикации, а в 1975 году Фахрутдинов составил археологическую карту Казанского ханства, содержащую сведения о Казани, Иске-Казанском, Чаллынском, Старо-Зюринском, Утернясьском, Тангачинском, Арском и Бимерском городищах.
Принимал участие в создании 6-томного издания «Археологическая карта Татарской АССР» (1981—1990).
В 1992 году по инициативе Фахрутдинова был основан Иске-Казанский государственный историко-культурный и природный музей-заповедник.
В 1997 году он организовал издание научного историко-археологического журнала «Татарская археология», главным редактором которого являлся до 2006 года (издал 19 номеров). В том же году за многолетние успехи в научной, общественной и научно-организаторской деятельности был удостоен почётного звания «Заслуженный деятель науки РТ».
Последняя работа по этнополитической истории татарского народа VI—XX веков, над которой Фахрутдинов работал с 2009 года, была издана уже после смерти автора.

## Научные взгляды
В плане этнографии, основной тезис Фахрутдинова заключался в том, что современный татарский этнос сформировался в XIII—XIV веках путём объединения татар с родственными им кипчаками, которые ассимилировали местное булгарское население.

## Награды
- Государственная премия Республики Татарстан в области науки и техники (1994).
- Заслуженный деятель науки Республики Татарстан (1997).
- Лауреат премии им. Х. Атласи (1996).

### Рецензии
- Хизриев Х. А. Фахрутдинов Р. Г. Очерки по истории Волжской Булгарии. М.: Наука, 1984. 216 с. // Вопросы истории. — М., 1986. — № 7. — С. 120—122.